# Tanzania na Mistrzostwach Świata w Lekkoatletyce 2009
Tanzania na Mistrzostwach Świata w Lekkoatletyce 2009, reprezentowana była przez 10 zawodników - 9 mężczyzn i 1 kobietę. Żaden z zawodników nie zdobył medalu na tych mistrzostwach.

## Występy reprezentantów Tanzanii

### Mężczyźni
| Konkurencja | Zawodnicy                   | Kwal.    | Kwal. | Finał         | Finał         |
| Konkurencja | Zawodnicy                   | Wynik    | Poz.  | Wynik         | Poz.          |
| ----------- | --------------------------- | -------- | ----- | ------------- | ------------- |
| 5000 m      | Fabiano Joseph Naasi        | DNS      | DNS   | Nie awansował | Nie awansował |
| 5000 m      | Marco Joseph                | 13:53.67 | 31    | Nie awansował | Nie awansował |
| 10 000 m    | Dickson Marwa               | -        | -     | 28:18.00 SB   | 16            |
| 10 000 m    | Ezekiel Jafari              | -        | -     | 28:45.34      | 21            |
| 10 000 m    | Fabiano Joseph Naasi        | -        | -     | 28:04.32 SB   | 13            |
| Maraton     | Getuli Bayo                 | -        | -     | 2:25:52 SB    | 57            |
| Maraton     | Lucian Desdery Hombo        | -        | -     | DNF           | DNF           |
| Maraton     | Christopher Isegwe Njunguda | -        | -     | DNF           | DNF           |
| Maraton     | Andrea Silvini              | -        | -     | 2:28:48       | 60            |
| Maraton     | Phaustin Baha Sulle         | -        | -     | 2:17:11       | 28            |

### Kobiety
| Konkurencja | Zawodniczka          | Kwal.           | Kwal. | Finał    | Finał |
| Konkurencja | Zawodniczka          | Wynik           | Poz.  | Wynik    | Poz.  |
| ----------- | -------------------- | --------------- | ----- | -------- | ----- |
| 5000 m      | Zakia Mrisho Mohamed | 15:25.09 q - SB | 15    | 15:31.73 | 15    |